# (7291) Hyakutake
(7291) Hyakutake (1991 XC1) – planetoida z pasa głównego asteroid okrążająca Słońce w ciągu 5 lat i 201 dni w średniej odległości 3,13 j.a. Została odkryta 13 grudnia 1991 roku w Kiyosato przez Satoru Ōtomo. Nazwa planetoidy została zaproponowana przez H. Hayasiego i pochodzi od nazwiska japońskiego astronoma amatora Yuji Hyakutake.